# رونالد الكسندر
رونالد الكسندر (بالإنجليزية: Ronald Alexander)‏ هو كاتب أمريكي، ولد في 16 فبراير 1917، وتوفي في 24 أبريل 1995.

## وصلات خارجية
- رونالد الكسندر على موقع IMDb (الإنجليزية)
- رونالد الكسندر على موقع قاعدة بيانات برودواي على الإنترنت (الإنجليزية)
- رونالد الكسندر على موقع قاعدة بيانات الفيلم (الإنجليزية)